# Aiki ken

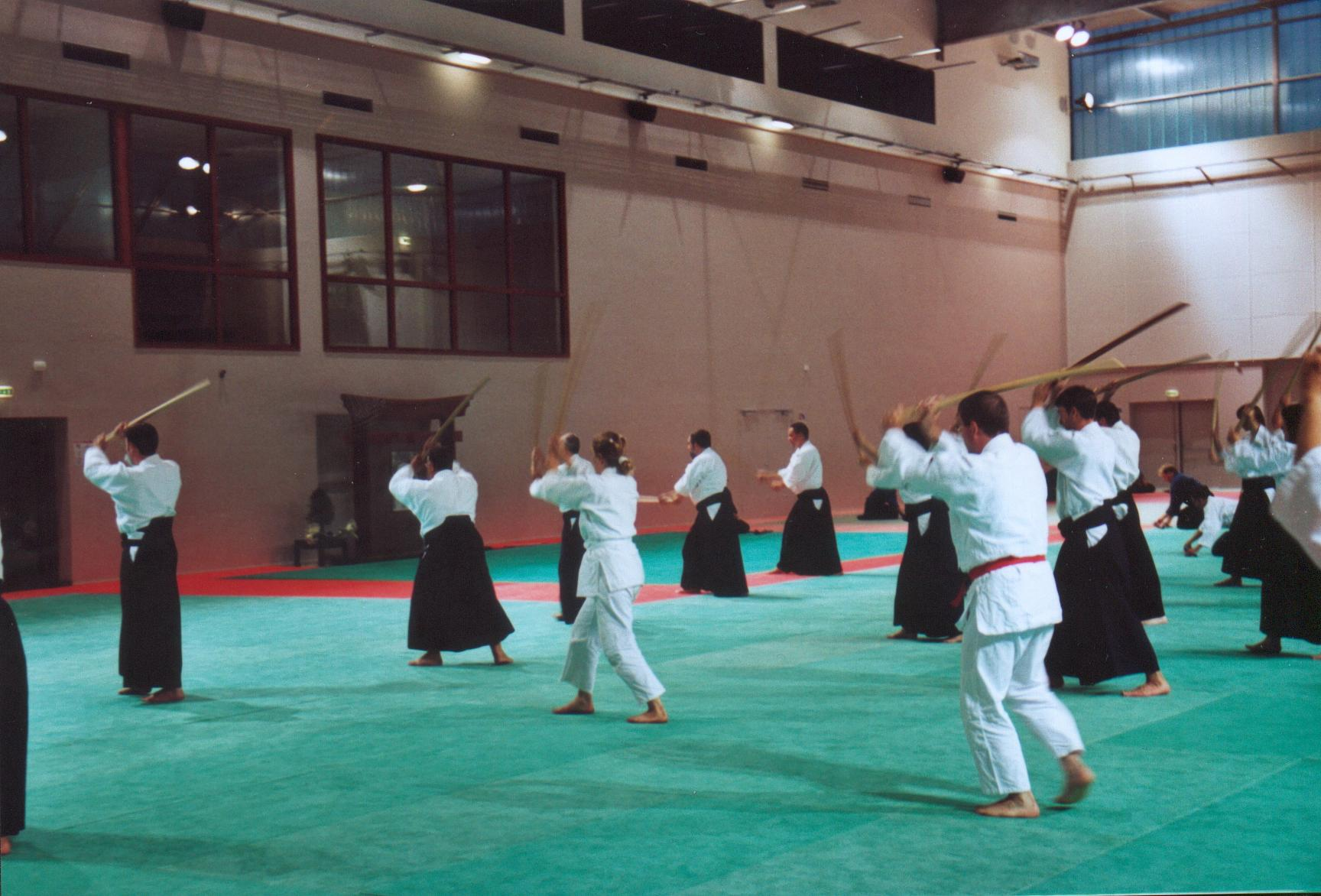
Trénink aiki-ken během mezinárodního semináře v roce 2006 v Lesneven Aikido, v Lesneven, Francie.

Aiki ken (kandži: 合気剣; hiragana: あいきけん) je název specifického souboru technik meče praktikovaných podle principů aikido, které nejprve vyučoval Morihei Uešiba (zakladatel aikido), poté dále rozvíjel Morihiro Saito, jeden z nejvýznamnějších Uešibových studentů. V současné době je Iwama Šin Šin Aiki Šuren-kai hlavní organizací prosazující aiki ken.

## Rozvoj
Velká část osnov aiki kenu byla vyvinuta Moriheiem Uešibou v jeho dodžo v Iwamě, ve stejné době rozvinul trénink aikidó (nazývaný aiki džó). Je dobře zdokumentováno, že Uešiba studoval několik různých stylů kendžucu (japonský šerm), ale techniky aiki kenu jsou převážně založeny na učení Kašima Šinto-rjú.[zdroj⁠?!]
Aiki ken se neučí ve všech školách a ani zemích, kde se cvičí aikido. Některé školy aikido zahrnují výcvik se zbraněmi, který s aiki ken nesouvisí, a jiné se výcviku se zbraněmi zcela zříkají.